# 生物藥理學
生物藥理學（英語：biopharmacology）是藥理學的一個分支，透過利用生物技術產生藥物（生物製藥），以使之符合药代动力学的要求。
在生物製藥和醫藥生物技術是跨學科領域之間的藥理學和生物技術，認為是一種新興的科學。包括獲得藥物的生物起源（生物製藥）在生物反應器。
一個主要的優勢使用這條路線，而不是獲得化學合成的是，它避免了消旋的產品，這樣就可以獲得大量易純化產品的同類產品，因此這個過程得到提高性能並降低成本。
另一個優勢是獲得化合物，幾乎無法獲得任何其他方式盡可能多的重組蛋白。
這有助於科學的設計和開發新療法，調查基因治療和藥物通過生物技術生產過程，如抗生素，寓知識轉化的機制，為疾病。
它可以作為一個專業製藥，生物技術（生物）化學家和生物學家。